# Alto Malcantone
Alto Malcantone je obec ve švýcarském kantonu Ticino, okresu Lugano. Žije zde přibližně 1 400 obyvatel.

## Geografie
Obec Alto Malcantone, která se nachází v horní části oblasti Malcantone, sousedí na jihu s obcemi Miglieglia, Aranno, Bioggio, Manno a Cademario, na východě s obcemi Bedano, Gravesano a Torricella-Taverne, na severu s obcemi Gambarogno a Mezzovico-Vira a na západě s italskou obcí Curiglia con Monteviasco (v provincii Varese).

## Historie

Letecký pohled (1919)

Obec vznikla 14. března 2005 sloučením bývalých samostatných obcí Arosio, Breno, Fescoggia, Mugena a Vezio.

## Obyvatelstvo
| Rok            | 1970 | 1980 | 1990 | 2000 | 2010 | 2020 |
| Počet obyvatel | 693  | 746  | 937  | 1194 | 1316 | 1380 |